# Paul-Friedrich Koller
Paul-Friedrich Koller (* 22. Februar 2002 in Judenburg) ist ein österreichischer Fußballspieler.

## Karriere

### Verein
Koller begann seine Karriere beim Grazer AK. Zur Saison 2016/17 wechselte er in die Akademie des FC Admira Wacker Mödling und unterschrieb im Frühjahr 2018 einen langfristigen Profivertrag bei der Admira. Im Dezember 2018 stand er, ohne zuvor überhaupt einmal für die Amateure der Admira gespielt zu haben, gegen den SK Sturm Graz erstmals im Profikader der Niederösterreicher, wurde jedoch nicht eingesetzt. Im Mai 2019 spielte er gegen die SV Schwechat erstmals für Admira II in der Regionalliga.
Zur Saison 2019/20 rückte Koller fest in den Profikader der Admira, in jener Saison stand er allerdings nie im Spieltagskader. Für die Amateure absolvierte er zwölf Regionalligapartien. Im Mai 2021 debütierte er schließlich in der Bundesliga, als er am 32. Spieltag der Saison 2020/21 gegen den TSV Hartberg in der Startelf stand. In der Saison 2021/22 kam er bis zur Winterpause wieder ausschließlich für die Amateure der Admira zum Einsatz.
Daraufhin kehrte er im Jänner 2022 leihweise zum Zweitligisten GAK zurück, bei dem er einst seine Karriere begonnen hatte. Bis zum Ende der Leihe kam er zu sieben Einsätzen für den GAK in der 2. Liga. Im Juni 2022 wurde er von den Steirern fest verpflichtet und erhielt einen bis Juni 2025 laufenden Vertrag. In der Saison 2022/23 absolvierte er 19 Partien für die Grazer, in denen der Verteidiger auch viermal traf.
Im Juli 2023 wechselte Koller zum Bundesligisten SCR Altach, bei dem er einen bis 2026 laufenden Vertrag erhielt.

### Nationalmannschaft
Koller spielte im März 2018 erstmals für eine österreichische Jugendnationalauswahl. Im September 2018 debütierte er gegen Zypern für die österreichische U-17-Auswahl. Mit dieser nahm er 2019 auch an der EM teil. Bei dieser kam er zu zwei Einsätzen, mit Österreich schied er jedoch punktelos als Letzter der Gruppe D in der Vorrunde aus.
Im September 2019 spielte er gegen Irland erstmals für das U-18-Team. In jenem Spiel, das Österreich mit 4:0 gewann, erzielte der Innenverteidiger sogar drei Tore. Im Oktober 2019 debütierte er gegen Wales für die U-19-Mannschaft.
Im November 2022 gab er gegen Kroatien sein Debüt im U-21-Team.